# Katenahalli, Byadgi
Katenahalli là một làng thuộc tehsil Byadgi, huyện Haveri, bang Karnataka, Ấn Độ.